# Аргил дезен
Аргил дезен (енг. argyle, argyll) се састоји од ромбова или квадрата, обично са укрштеним пругама у контрастној боји. Реч се понекад односи на појединачни ромб у дизајну, али се чешће односи на целокупни образац. Већина аргил дезена садржи слојеве мотива који се преклапају, што даје осећај тродимензионалности, покрета и текстуре. 

## Историја
Аргил дезен потиче од тартана клана Кембел из Аргила у западној Шкотској, који се користи за килт и плејд (огртач), и за шарене чарапа које су носили шкотски горштаци од 17. века, познате као „тартан чарапе”.

### 20. век
Трикотажа са аргил дезеном постала је модерна у Великој Британији, а затим у Сједињеним државама након Првог светског рата. Компанија Pringle of Scotland је популаризовала овај дизајн, чему је помогла његова идентификација са војводом од Виндзора. Принглов веб-сајт каже да је „иконични Прингл аргил дизајн развијен“ двадесетих година 20. века.  Војвода је, као и други, користио овај дизајн на одећи за голф, на џемперима и дугачким чарапама, потребним за пумперице, модерне панталоне тог доба.

### Савремена употреба
Пејн Стјуарт (1957–1999), амерички голфер који је освојио U.S. Open 1991. и 1999, и PGA шампионат 1989. године, био је познат по својим дречавим мајицама, пумперицама и чарапама од аргил дезеном. 
Неки тимови спортски користе светле, савремене интерпретације аргил дезена. На пример, норвешки мушки карлинг тим на Зимским олимпијским играма 2010. године,  и професионални бициклистички тим Garmin-Slipstream, назван „Аргил армада“. Професионални фудбалски тим Спортинг Канзас Сити из МЛС на свом трећем дресу у сезони 2013, имао је аргил дезен. Универзитет Северне Каролине користи аргил дизајн за своје кошаркашке униформе од 1991. године, а као алтернативна за све спортске униформе, користе га од 2015. године. Фудбалска репрезентација Белгије је користила такав дизајн 1984. године, а ажурирану верзију је имала и 2018. године.

## Плетење
Као образац за плетење, аргил дезен се углавном постиже техником интарзије. Аргил шаре се повремено ткају. 

## Галерија
- Чарапе са аргил дезеном
- Зелене хеланке са аргил дезеном
- Дрес Спортинга из Канзас Ситија из 2013.
- Прслук са аргил дезеном
- Женске патике са аргил дезеном